# Shin Young-rok
Shin Young-rok (koreanisch 신영록 / 辛泳錄; * 27. März 1987 in Seoul) ist ein südkoreanischer Fußballspieler.

## Spielerkarriere

### Verein
Shin startete seine Profikarriere 2003 bei Suwon Samsung Bluewings.
Im Januar 2009 wechselte Shin in die türkische Süper Lig zu Bursaspor. Nachdem er in einem Jahr nicht die erwarteten Leistungen bei diesem Verein erbringen konnte, wurde sein Vertrag im Januar 2010 nach gegenseitigem Einvernehmen mit der Vereinsführung aufgelöst.
Nach der Trennung von Bursaspor kehrte Shin zu den Bluewings zurück. Im Frühjahr 2011 wechselte er innerhalb der südkoreanischen Liga zu Jeju United.

### Nationalmannschaft
Shin begann seine Nationalmannschaftskarriere in der Südkoreanischen U-17-Nationalmannschaft und spielte anschließend für die südkoreanische U-20- sowie U-23-Nationalmannschaft.
Ab 2008 begann er auch für die Südkoreanische Nationalmannschaft aufzulaufen.